# Archaeonycteridae
Archaeonycteridae (antes, Archaeonycterididae) es una familia extinta de murciélagos. Originalmente, el naturalista suizo Pierre Revilliod erigió Archaeonycterididae para el género Archaeonycteris. En 2007, se corrigió a Archaeonycteridae y se reclasificó en el clado Microchiropteramorpha por Smith et al.. La familia Palaeochiropterygidae se integró en Archaeonycteridae (según Kurten & Anderson), pero actualmente se mantiene la distinción entre ambas.
Existieron desde el Ypresiense hasta el Lutetiano del Eoceno (55,8 a 40,4 millones de años atrás).

## Clasificación
Contiene cuatro géneros (esta lista podría estar incompleta):
- † Archaeonycteris Revilliod, 1917 (tipo)

- † Archaeonycteris trigonodon Revilliod, 1917 - Messel Pit (Lutetiano), Alemania
- † Archaeonycteris pollex Storch & Habersetzer, 1988 - Messel Pit (Lutetiano), Alemania
- † Archaeonycteris brailloni Russell et al., 1973 - Avenay quarry (Ypresiense), Francia
- † Archaeonycteris storchi Smith et al., 2007 - Vastan Lignite Mines (Ypresiano), India

- † Australonycteris Hand, Novacek, Godthelp & Archer, 1994

- † Australonycteris clarkae Hand, Novacek, Godthelp & Archer, 1994 - Murgon fossil site (Ypresiano), Australia

- † Matthesia Smith & Storch, 1981

- † Matthesia germanica Smith & Storch, 1981 - Geiseltal (Lutetiano), Alemania
- † Matthesia insolita Smith & Storch, 1981 - Geiseltal (Lutetiano), Alemania

- † Protonycteris Smith et al., 2007

- † Protonycteris gunnelli Smith et al., 2007 - Vastan Lignite Mine (Ypresiano), India